# Pierre-Yves Berhin
Pierre-Yves Berhin, dit Hamo, né le 23 août 1982 à Namur (région wallonne), est un illustrateur et musicien belge.
Il est le dessinateur des séries de bande dessinée Special Branch, L'Envolée Sauvage, La Malbête, 2 ans de vacances et Lord Jeffrey. Il est aussi accordéoniste diatonique dans plusieurs formations allant du folk à la chanson française. Il est auteur, compositeur et producteur du groupe de chanson française festive Camping Sauvach et de Krakin'Kellys, un projet de Punk celtique.

## Carrière

### Illustration

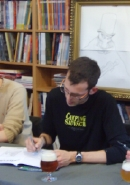
Hamo en séance de dédicace.

Pierre-Yves Berhin naît le 23 août 1982 à Namur. Il commence sa formation à l'âge de onze ans, à l'Académie des beaux-arts de Namur. Sept ans plus tard, une bourse lui est octroyée au moment d'entrer à l'École supérieure des arts Saint-Luc de Liège : il s'inscrit dans la section illustration et s'y intéresse à la bande dessinée.
Il reçoit un prix « Jeunes talents de la bande dessinée en Communauté française de Belgique » reçu lors de la Fête de la BD et du livre pour enfants à Andenne, en 2002. L'association organisatrice, La Grande Ourse, lui donne l'occasion de présenter quelques premières planches au Festival d'Angoulême et de nouer ainsi contact avec les professionnels. Puis, sur le forum thématique « Café salé », Berhin établit d'autres relations.
Après quelques publications d'histoires courtes dans le Journal de Spirou, (en 2005, aux côtés de Zidrou notamment) il signe avec ses collègues Antoine Maurel (scénariste) et Benoît Bekaert (coloriste) une première série dans la collection « Ligne d'horizon » aux éditions Casterman. Noirhomme, un polar fantastique, comporte trois tomes : Ouverture (2007), Sacrifices (2008) et Échec (2010), porteurs chacun d'un titre en rapport avec la partie d'échecs qui se joue au cœur du Paris des années 1830.
En 2009, Hamo fait la connaissance du scénariste Roger Seiter (Fog, Dies Irae, HMS), avec qui il publie une nouvelle série intitulée Special Branch. Un premier triptyque voit le jour : La Course du Léviathan, L'Agonie du Léviathan et L'Éveil du Léviathan, publiés entre 2011 et 2013. Special Branch devient une série d'enquêtes en one shot, avec la sortie de Londres Rouge (2014) et de Paris la noire (2015).
En parallèle, Berhin travaille avec Laurent Galandon sur le second diptyque de L'Envolée sauvage, récit initialement dessiné par Arno Monin dans la collection « Grand Angle » aux éditions Bamboo.
En outre, il participe en 2014 au collectif de bande dessinée Il était une fois 1914, aux côtés de Francis Carin, Marco Venanzi et Philippe Jarbinet.
Il illustre les aventures du jeune Barthélemy, dans La Malbête, récit inspiré du mythe de la bête du Gévaudan et édité en diptyque dans collection « Grand Angle » aux éditions Bamboo (2015-2016). C'est en tant qu'auteur complet qu'il réalise l'adaptation en bande dessinée de la Comtesse de Ségur : Le Bon Petit Henri pour la collection « Pouss' De Bamboo » des mêmes éditions. 
Comme coloriste de la série fantastique Le Cimetière des Innocents (2017-2019), sa mise en couleur est remarquée par le chroniqueur Patrice Gentilhomme du site ActuaBD.
De 2018 à 2019, il adapte avec Frédéric Brémaud, 2 ans de vacances aux éditions Vents d'Ouest, un roman de Jules Verne mettant en scène un groupe de jeunes garçons naufragés sur une île du Pacifique sud. Pour le même scénariste, il met en couleur les deux volumes de l'adaptation d'un autre roman de Jules Vernes : Un capitaine de quinze ans dessinés par Christophe Picaud en 2022.
Depuis 2019, il dessine chez Kennes Éditions la série tout public Lord Jeffrey, scénarisée par Joël Hemberg, qui met en scène les aventures de Jeffrey Archer, un jeune écossais de treize ans parti à la recherche de son père, porté disparu à la fin des années 1950, en 2021 la série compte trois tomes. En 2023, il dessine le one shot L'Incroyable Expédition de Corentin Tréguier au Congo sur un scénario d' Emmanuel Suarez.
En 2024, il lance la série jeunesse La Famille Bellaventure, scénarisée par Zidrou publiée aux éditions Le Lombard.
Selon le chroniqueur Christian Missia Dio du site ActuaBD : « Avec La Famille Bellaventure, il illustre avec talent ce récit familial, apportant un souffle visuel qui enrichit l’histoire. »
En outre, il contribue aux collectifs de bande dessinée : Il était une fois 1914 (Abbaye de Stavelot, 2014), Livre d'or Grand Angle 2015 (Bamboo, 2015 ), Les Tuniques bleues - Des histoires courtes par... (Dupuis, 2016), le deuxième tome du Marsupilami - histoires courtes (2018). Il revient sur ses souvenirs dans Tintin numéro spécial 77 ans en 2023,.
Hamo travaille également dans l'illustration Jeunesse (Je bouquine - Bayard), le storyboard et la publicité.
Il partage son atelier avec Denis Bodart et Ghi (aka Tanguy Bodart).

### Musique

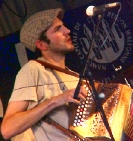
Pierre-Yves Berhin - Accordéoniste sauvach.

Pierre-Yves Berhin découvre l'accordéon diatonique à six ans et demi. Plus tard, il accompagne les danseurs de la Frairie des Masuis et cotelis jambois. Il anime ensuite des bals folks avec un groupe Crépuskull formé aux stages de Borzée et monte un trio de musique de rue (Folkaprika).
En 2001, il fait la connaissance de Rémi Decker aux rencontres internationales de Flanders Ethno. Ils remportent en 2002 le premier prix du Concours de duo du Festival des Luthiers et Maîtres sonneurs de Saint-Chartier, en France ainsi que l'équivalent belge flamand : le Speelmanstreffen de Gooik. Rejoints par Alon Tamir et Renaud Baivier sous le patronyme 'k voel me belg, ils sont remarqués par Didier Melon (Le Monde est un village - RTBF) et aligneront trois plages sur le vol. 4 des disques souvenirs de l'émission.
Pierre-Yves Berhin est alors sollicité par le groupe bruxellois néerlandophone Bub avec qui il expérimentera une forme de folk tournée vers le jazz et la fusion. Sans renier ses racines traditionnelles, le musicien s'oriente alors vers d'autres influences. En 2003, il fonde Camping Sauvach, projet de « musique festive aux accents tziganes » pour lequel il est compositeur mais également auteur de certains textes. Il produit avec Matthieu Hendrick 3 albums (Petit Monde en 2006, Du vent dans les plumes en 2008 et L'Oiseau de nuit en 2012), qui verront se succéder deux chanteurs (Didier Galand et Matthieu Belette) mais aussi de nombreux musiciens et musiciens invités (Rémi Decker, Sophie Cavez, etc.).
En 2013, après dix ans de scène et des centaines de représentations, le groupe met fin à ses activités. En 2014, Pierre-Yves Berhin rejoint Those Fucking Bells, un projet de chansons irlandaises de pub.
Depuis 2017, il est auteur, compositeur et accordéoniste de Krakin'Kellys, un groupe de punk celtique. Il co-produit avec Matthieu Hendrick trois albums (Promised Land en 2018, Irish Tribute en 2019 et Burn your flag en 2020) et réalise quelques clips. Ensemble, les deux artistes réalisent les pochettes des albums et les nombreux visuels du groupe.
Il a également collaboré avec Alix Leone (lauréate du Franc'Off 2006 et du prix Belle à chanter en 2007), le Boyz Bande dessinée (aux côtés d'auteurs de bande dessinée tels que Janry, Batem, Gihef et Yvan Delporte), Raphy Raphaël et Les déménageurs (avec Yves Barbieux et Perry Rose).

## Œuvre

### Publications

#### Collectifs
- Il était une fois 1914[14],[39],[40], Abbaye de Stavelot, Stavelot, 21 mars 2014
Scénario : collectif - Dessin : collectif dont Hamo - Couleurs : David Caryn -  (ISBN 978-2-87522-124-7)
- HS Les Tuniques bleues - Des Histoires courtes par[41]..., Dupuis, Marcinelle, octobre 2016
Scénario et couleurs : collectif - Dessin : collectif dont Hamo -  (ISBN 978-2-8001-6839-5)
- 2. Marsupilami, histoires courtes, Dupuis, Marcinelle, 20 avril 2018
Scénario et dessin : collectif - Couleurs : collectif dont Hamo -  (ISBN 9782800173726)
- Numéro spécial 77 ans - L'hommage des auteurs et autrices d'aujourd'hui aux personnages mythiques du journal Tintin[16], Éditions Moulinsart-Le Lombard, Bruxelles, 8 septembre 2023
Scénario : collectif - Dessin : collectif dont Hamo - Couleurs : quadrichromie -  (ISBN 2-85815-201-2)

#### Revues et journaux
- 2006 : Khimaira[15] - 2e série (Anthêsis ASBL) dans le no 6 ;
- 2012 : Je bouquine[42], no 340 en juin ;
- 2017 : J'aime lire Max[15] (Bayard Jeunesse) dans le no 222.
- 2019 : La Voix des dieux, Victor Dixen ; ill. Hamo, dans Je bouquine no 427, 09/2019, p. 32-50. Rééd. dans 3 romans musicaux, Bayard jeunesse, coll. « Les Trésors de Je Bouquine » no 24, 11-12/2024 - 01/2025, p. 69-93.

### Para-BD
Hamo réalise des portfolios et ex-libris ainsi que des affiches de festivals de bande dessinée.

### Livres jeunesse
- en tant qu'illustrateur de la série Il était une fois les Diables Rouges[44] [« Er was eens »] :
  - Thibaut Courtois, textes : Lapuss, Gerpinnes, Kennes, 2021  (ISBN 978-9-4640-0642-1)
  - Axel Witsel, textes : Lapuss, Gerpinnes, Kennes, 2021  (ISBN 978-9-4640-0640-7).
  - Eden Hazard, textes : Lapuss, Gerpinnes, Kennes, 2021  (ISBN 9782875808325).
  - Kevin De Bruyne, textes : Lapuss, Gerpinnes, Kennes, 2021  (ISBN 9782380753509).
  - Thomas Meunier, textes : Lapuss, Gerpinnes, Kennes, 2021  (ISBN 9782380753516).

### Discographie
- Folkaprika (2 titres : Den Troll et Carlama) : Album Elles dansent nos racines - Production Folknam Musique Trad - 2004[45]
- (Bub) : album Bubinga (11 titres) Wildboard music
- k voel me Belg : album Compilation 4 (Le monde est un village) Production RTBF
- k voel me Belg (2 titres) Dansenfolk : (à préciser)
- k voel me Belg (2 titres) Jongfolk : (à préciser)
- k voel me Belg (2 titres : Tête froide et Le complexe du double rond-point) : album Elles dansent nos racines - Production Folknam Musique Trad - 2004
- Camping Sauvach (un titre : Quai de Sambre suivi de Petit théâtre de verdure) : album Rues de Namur 1776-2006, Les musiciens de Folknam Musique Trad jouent Wandembrile, violoneux namurois du XVIIIe. Production Folknam Musique Trad - 2006
- Camping Sauvach : album Petit Monde (11 titres) - Autoproduction - 2006
- Camping Sauvach : album Du vent dans les plumes - Petit monde/JPR - 2008
- Camping Sauvach : album L'Oiseau de nuit - Petit monde - 2012
- Alix Leone : album C'est là qu'on va - Team4Action - 2010.
- Krakin'Kellys : album Promised Land - Foulfart Production - 2018
- Krakin'Kellys : EP Irish Tribute - Foulfart Production - 2019
- Krakin'Kellys : album Burn your Flag - Foulfart Production - 2020.

#### Livres
: document utilisé comme source pour la rédaction de cet article.
- Philippe Mellot, Michel Denni, Laurent Turpin et Isabelle Morzadec, Trésors de la bande dessinée : BDM 2022-2023 - Catalogue encyclopédique et Argus, Paris, Les Arènes, novembre 2022, 23e éd., 1677 p., ill. ; 23 cm (ISBN 9791037507280, OCLC 1351462460, présentation en ligne), p. 199, 390, 624, 754, 785, 898, 1175. .

#### Périodiques
- 30 personnalités qui font bouger Namur, Le Vif/L'Express 26 octobre 2007.
- « Parce qu'ils ont fait briller Namur », L'Avenir,‎ 15 janvier 2008 (lire en ligne , consulté le 5 janvier 2023)
- Malonne Première no 236, juin 2008.
- Hugues Dayez, « Spirou et moi », Spirou, Dupuis, no 4251,‎ 2 octobre 2019 (ISSN 0771-8071).